# Кирил Нектариев
Кирил Нектариев (Кирко хаджи Недков Цвятков) е български духовник.

## Биография
Кирил Нектариев е роден в Сопот през 1798 г. Първороден син в семейството на хаджи Недко Цвятков, човек доста образован и заможен търговец на коприна и копринени изделия. Благодарение на търговията си, хаджи Недко има възможността да се срещне с високата европейска култура, и да пренесе някои от нейните достижения в семейството си и в Сопот. На старини приема монашество в Сопотския мъжки манастир „Свети Спас“ („Възнесение Господне“) под името Нектарий.
Кирил Нектариев още на младини поема по пътя на баща си приемайки монашество и достигнал до високи църковни постове. Използва ги не за собствено благоденствие, а за благото на образованието, и най-вече за девическото. Дарява 450 златни лири като капитал в полза на Сопотското девическо училище. Прави дарения и на девическите училища в Карлово, Калофер и Пловдив. В завещанието си от 4 март 1868 г. Кирил Нектариев дарява на двете сопотски училища (мъжко и девическо) 16000 гроша, на манастира „Свети Спас“ 10000 гроша, и още 10000 гроша за поправка на манастирската черква, на Сопотския девическия манастир „Въведение Богородично“ 2000 гроша. Недвижимите си имоти: ниви, гори и воденица, дарява на училищата в Сопот, Карлово и Калофер, а на Пловдивското девическо училище „Свето Благовещение“ сумата от 15000 турски лири (или 10000 сребърни рубли). Мотивите за тази си дарителска дейност Кирил Нектариев сам изтъква в завещателния си акт:
| „ | „Долуподписаний Кирил Нектариев свещеноинок, протосингел на Пловдивский митрополит, българин, родом от село Сопот в Пловдивската кааза, като съм седемдесетгодишен на възраст, намислих за добро приживе да си наредя благоприобретеното имане така, че след смъртта ми, то да послужи за образование на моите единоплеменници българи, които имат толкова потреба от него, най-вече сега, когато западните (държави) се ползуват от тая нужда, та уж да разпространят образованието в тях, го отвличат от Православието“. | “ |

Сестрата на Кирил Нектариев, която е игумения на Девичиския манастир в Калофер, също е ревнителка на образованието и най-вече на девическото. По неин почин са изпратени в Сърбия няколко момичета за придобиване на по-високо педагогическо образование и учителска квалификация. Една от тях е Евгения Бояджиева. Всичко това показва, че в семейството на хаджи Недко Цвятков е владеел дух на благоговение пред науката и образованието. На него са посветени деянията и завещаниято на неговите деца.
Отец Кирил Нектариев умира през 1870 г. в гр. Пловдив, където е и погребан.